# Kate Hudson
Kate Garry Hudson (sinh ngày 19 tháng 4 năm 1979) là nữ diễn viên người Mỹ. Cô nổi danh từ vai diễn Penny Lane trong phim hài chính kịch Almost Famous (2000), mang về cho cô một giải Quả cầu vàng và đề cử giải Oscar cho nữ diễn viên phụ xuất sắc nhất. Các phim khác mà cô tham gia bao gồm How to Lose a Guy in 10 Days (2003), Raising Helen (2004), The Skeleton Key (2005), You, Me and Dupree (2006), Fool's Gold (2008), Bride Wars (2009) và The Reluctant Fundamentalist (2012). Cô vào vai Cassandra July trong loạt phim nhạc kịch hài hước Glee.
Hudson còn đồng sáng lập Fabletics, một chương trình thể dục thể hình do JustFab điều hành.

## Thời thơ ấu
Hudson sinh tại Los Angeles, California, là con gái của nữ diễn viên giành giải Oscar Goldie Hawn và ca sĩ kiêm diễn viên Bill Hudson. Cả hai ly hôn khi cô mới 18 tháng tuổi; cô và anh trai Oliver Hudson lớn lên tại Snowmass, Colorado và Pacific Palisades, California cùng mẹ và người tình của bà, diễn viên Kurt Russell.
Hudson khẳng định cha ruột mình "chẳng biết gì về tôi" và nhìn nhận Russell như là cha đẻ. Bill cho biết đã nhiều lần cố gắng đoàn tụ với Kate và Oliver, nhưng không ai trong số họ đáp lại. Hudson mô tả mẹ mình là "người phụ nữ mà tôi học tập và noi gương". Cô có 4 anh chị em kế: Emily và Zachary Hudson, từ cuộc hôn nhân sau này của cha đẻ cùng diễn viên Cindy Williams; Lalania Hudson, từ mối tình của cha và một người phụ nữ khác; và Wyatt Russell, từ mối tình giữa mẹ cô và Kurt Russell.
Không chỉ mang dòng máu Ý (từ bà nội), người Do thái gốc Hungary (từ bà ngoại), mà Hudson còn mang gốc gác người Anh và Đức. Cô được nuôi nấng như một đứa trẻ người Do thái. Năm 1997, cô tốt nghiệp tại trường trung cấp dự bị Crossroads tại Santa Monica. Cô được nhận vào Đại học New York nhưng lại lựa chọn nghiệp diễn xuất.

## Đời tư
Hudson kết hôn cùng trưởng nhóm The Black Crowes Chris Robinson vào ngày 31 tháng 12 năm 200 tại Aspen, Colorado. Cả hai sống tại căn nhà mà đạo diễn James Whale từng sở hữu và du lịch khắp nơi trong khi Hudson quay phim và Robinson lưu diễn. Ngày 14 tháng 8 năm 2006, người đại diện của Hudson thông báo cả hai đã ly thân. Vào ngày 18 tháng 11 năm 2006, Robinson điền giấy tờ ly hôn với lý do "khác biệt không thể hòa giải". Cuộc ly hôn hoàn thành vào ngày 22 tháng 10 năm 2007. Robinson và Hudson có một người con trai sinh vào năm 2004.
Vào tháng 7 năm 2006, Hudson kiện tờ National Enquirer sau khi đăng tải thông tin cô mắc chứng rối loạn ăn uống và mô tả cô "gầy một cách đáng thương". Hudson gọi khẳng định của tờ báo là "một lời dối trá hiển nhiên" và tờ báo đã đính chính lại sau đó. Giống như mẹ mình, Hudson là người theo đạo Phật.
Vào mùa xuân 2010, Hudson hẹn hò cùng trưởng ban nhạc Muse Matthew Bellamy. Vào tháng 2 năm 2011, Hudson mua một căn nhà tại Luân Đôn và dự định sống tại đó cùng Bellamy khoảng 6 tháng mỗi năm. Cả hai đính hôn vào tháng 4 năm 2011 và có một người con trai sinh vào tháng 7 cùng năm, trước khi thông báo hủy hôn vào ngày 9 tháng 12 năm 2014.

## Danh sách phim và truyền hình

### Phim
| Năm  | Tựa đề                       | Vai                                         | Chú thích          |
| ---- | ---------------------------- | ------------------------------------------- | ------------------ |
| 1998 | Desert Blue                  | Skye Davidson                               |                    |
| 1998 | Ricochet River               | Lorna                                       |                    |
| 1999 | 200 Cigarettes               | Cindy                                       |                    |
| 2000 | Dr. T & the Women            | Dee Dee Travis                              |                    |
| 2000 | Almost Famous                | Penny Lane                                  |                    |
| 2000 | Gossip                       | Naomi Preston                               |                    |
| 2000 | About Adam                   | Lucy Owens                                  | Phát hành giới hạn |
| 2001 | The Cutting Room             | Chrissy Campbell                            | Không ghi nhận     |
| 2002 | The Four Feathers            | Ethne                                       |                    |
| 2003 | Le Divorce                   | Isabel Walker                               |                    |
| 2003 | Alex & Emma                  | Emma Dinsmore / Ylva / Elsa / Eldora / Anna |                    |
| 2003 | How to Lose a Guy in 10 Days | Andie Anderson                              |                    |
| 2004 | Raising Helen                | Helen Harris                                |                    |
| 2005 | The Skeleton Key             | Caroline Ellis                              |                    |
| 2006 | You, Me and Dupree           | Molly Peterson                              |                    |
| 2008 | Fool's Gold                  | Tess Finnegan                               |                    |
| 2008 | My Best Friend's Girl        | Alexis                                      |                    |
| 2009 | Bride Wars                   | Olivia "Liv" Lerner                         |                    |
| 2009 | Nine                         |                                             |                    |
| 2010 | The Killer Inside Me         | Amy Stanton                                 |                    |
| 2011 | A Little Bit of Heaven       | Marley Corbett                              |                    |
| 2011 | Something Borrowed           | Darcy                                       |                    |
| 2013 | The Reluctant Fundamentalist | Erica                                       |                    |
| 2014 | Wish I Was Here              | Sarah Bloom                                 |                    |
| 2014 | Good People                  | Anna Reed                                   |                    |
| 2015 | Rock the Kasbah              |                                             |                    |
| 2016 | Kung Fu Panda 3              | Mei Mei                                     |                    |
| 2016 | Deepwater Horizon            |                                             |                    |
| 2016 | Mother's Day                 | Jesse                                       |                    |

### Truyền hình
| Năm     | Tựa đề                               | Vai              | Chú thích                                                                         |
| ------- | ------------------------------------ | ---------------- | --------------------------------------------------------------------------------- |
| 1996    | Party of Five                        | Cory             | Tập: "Spring Breaks: Part 1" (mùa 2)                                              |
| 1997    | EZ Streets                           | Larraine Cahill  | Tập: "Neither Have I Wings to Fly" (mùa 1)                                        |
| 2000    | Saturday Night Live                  | Chính cô/Chủ trì | Tập: "Kate Hudson/Radiohead" (mùa 26)                                             |
| 2012–13 | Glee                                 | Cassandra July   | Tập: "The New Rachel", "Britney 2.0", "Glease", "Swan Song", "Wonder-ful" (mùa 4) |
| 2013    | Clear History                        | Rhonda Haney     | Phim truyền hình                                                                  |
| 2015    | Jamie And Jimmy's Friday Night Feast | Chính cô/Đầu bếp | Tập 1: "Kate Hudson" (mùa 2)                                                      |
| 2015    | Running Wild with Bear Grylls        | Chính cô         | Tập 1: "Kate Hudson: Dolomites" (mùa 2)                                           |